# Milanovac (Crnac)
Milanovac is een plaats in de gemeente Crnac in de Kroatische provincie Virovitica-Podravina. De plaats telt 107 inwoners (2001).